# Qatar ExxonMobil Open 2021 - Qualificazioni singolare
Le qualificazioni del singolare del Qatar ExxonMobil Open 2021 sono un torneo di tennis preliminare per accedere alla fase finale della manifestazione. I vincitori dell'ultimo turno sono entrati di diritto nel tabellone principale. In caso di ritiro di uno o più giocatori aventi diritto, a queste sono subentrate i Lucky loser, ossia i giocatori che hanno perso nell'ultimo turno ma che avevano una classifica più alta rispetto agli altri partecipanti che avevano comunque perso nel turno finale.

## Teste di serie
1. Lloyd Harris (qualificato)
2. Norbert Gombos (ultimo turno)
3. Christopher O'Connell (qualificato)
4. Blaž Rola (qualificato)

1. Thomas Fabbiano (ultimo turno)
2. Lukáš Lacko (ultimo turno)
3. Ramkumar Ramanathan (qualificato)
4. Marcelo Melo (primo turno)

## Qualificati
1. Lloyd Harris
2. Ramkumar Ramanathan
3. Christopher O'Connell
4. Blaž Rola

## Tabellone

### Legenda
| - Q = Qualificato - WC = Wild card - LL = Lucky loser | - ALT = Alternate - SE = Special Exempt - PR = Protected Ranking | - w/o = Walkover - r = Ritirato - d = Squalificato |

### Sezione 1
|  | Primo turno | Primo turno        | Primo turno        | Primo turno  | Primo turno  |  |  | Ultimo turno | Ultimo turno | Ultimo turno | Ultimo turno | Ultimo turno |  |
|  |             |                    |                    |              |              |  |  |              |              |              |              |              |  |
|  | 1           | Lloyd Harris       | Lloyd Harris       | Lloyd Harris | Lloyd Harris |  |  |              |              |              |              |              |  |
|  |             | Bye                | Bye                | Bye          | Bye          |  |  | 1            | Lloyd Harris | Lloyd Harris | 6            | 6            |  |
|  | WC          | Mousa Shanan Zayed | Mousa Shanan Zayed | 1            | 1            |  |  | 6            | Lukáš Lacko  | Lukáš Lacko  | 4            | 3            |  |
|  | 6           | Lukáš Lacko        | Lukáš Lacko        | 6            | 6            |  |  |              |              |              |              |              |  |

### Sezione 2
|  | Primo turno | Primo turno         | Primo turno         | Primo turno    | Primo turno    |  |  | Ultimo turno | Ultimo turno        | Ultimo turno        | Ultimo turno | Ultimo turno |  |
|  |             |                     |                     |                |                |  |  |              |                     |                     |              |              |  |
|  | 2           | Norbert Gombos      | Norbert Gombos      | Norbert Gombos | Norbert Gombos |  |  |              |                     |                     |              |              |  |
|  |             | Bye                 | Bye                 | Bye            | Bye            |  |  | 2            | Norbert Gombos      | Norbert Gombos      | 3            | 1            |  |
|  | Alt         | Frederik Nielsen    | Frederik Nielsen    | 4              | 1              |  |  | 7            | Ramkumar Ramanathan | Ramkumar Ramanathan | 6            | 6            |  |
|  | 7           | Ramkumar Ramanathan | Ramkumar Ramanathan | 6              | 6              |  |  |              |                     |                     |              |              |  |

### Sezione 3
|  | Primo turno | Primo turno           | Primo turno           | Primo turno           | Primo turno           |  |  | Ultimo turno | Ultimo turno          | Ultimo turno          | Ultimo turno | Ultimo turno |  |
|  |             |                       |                       |                       |                       |  |  |              |                       |                       |              |              |  |
|  | 3           | Christopher O'Connell | Christopher O'Connell | Christopher O'Connell | Christopher O'Connell |  |  |              |                       |                       |              |              |  |
|  |             | Bye                   | Bye                   | Bye                   | Bye                   |  |  | 3            | Christopher O'Connell | Christopher O'Connell | 6            | 7            |  |
|  |             | Bye                   | Bye                   | Bye                   | Bye                   |  |  | 5            | Thomas Fabbiano       | Thomas Fabbiano       | 3            | 67           |  |
|  | 5           | Thomas Fabbiano       | Thomas Fabbiano       | Thomas Fabbiano       | Thomas Fabbiano       |  |  |              |                       |                       |              |              |  |

### Sezione 4
|  | Primo turno | Primo turno  | Primo turno  | Primo turno | Primo turno |  |  | Ultimo turno | Ultimo turno | Ultimo turno | Ultimo turno | Ultimo turno |  |
|  |             |              |              |             |             |  |  |              |              |              |              |              |  |
|  | 4           | Blaž Rola    | Blaž Rola    | Blaž Rola   | Blaž Rola   |  |  |              |              |              |              |              |  |
|  |             | Bye          | Bye          | Bye         | Bye         |  |  | 4            | Blaž Rola    | Blaž Rola    | 7            | 6            |  |
|  | Alt         | Tim Pütz     | Tim Pütz     | 6           | 6           |  |  | Alt          | Tim Pütz     | Tim Pütz     | 65           | 2            |  |
|  | 8/Alt       | Marcelo Melo | Marcelo Melo | 3           | 2           |  |  |              |              |              |              |              |  |